# Lycidas sp
Lycidas sp är en spindelart som beskrevs av Davies Todd, Zabka 1989. Lycidas sp ingår i släktet Lycidas och familjen hoppspindlar. Inga underarter finns listade i Catalogue of Life.